# Siumut
Siumut (en groenlandés: Adelante) es un partido político de Groenlandia de tradición socialdemócrata. Su actual líder es la exministra de asuntos exteriores de Groenlandia, Vivian Motzfeldt. El Siumut tenía la mayoría en el parlamento de Groenlandia hasta junio de 2009, el que fue superado por el Inuit Ataqatigiit.

## Resultados electorales

### Parlamento de Groenlandia
| Año  | Votos       | %     | Resultado | +/-         | Gobierno                                               |
| ---- | ----------- | ----- | --------- | ----------- | ------------------------------------------------------ |
| 1979 | 8.505 (#1)  | 46,12 | 13/21     |             | Gobierno en mayoría                                    |
| 1983 | 10.371 (#2) | 42,27 | 12/26     | 1           | Coalición con Inuit Ataqatigiit                        |
| 1984 | 9.949 (#1)  | 44,11 | 11/25     | 1           | Coalición con Inuit Ataqatigiit                        |
| 1987 | 9.987 (#2)  | 43,18 | 11/26     | Sin cambios | Coalición con Inuit Ataqatigiit                        |
| 1991 | 9.336 (#1)  | 37,30 | 11/27     | Sin cambios | Gobierno en minoría                                    |
| 1995 | 9.803 (#1)  | 38,44 | 12/31     | 1           | Coalición con Inuit Ataqatigiit                        |
| 1999 | 9.899 (#1)  | 35,16 | 11/31     | 1           | Coalición con Inuit Ataqatigiit                        |
| 2002 | 8.151 (#1)  | 28,80 | 10/31     | 1           | Coalición con Inuit Ataqatigiit                        |
| 2005 | 8.855 (#1)  | 30,70 | 10/31     | Sin cambios | Coalición con Inuit Ataqatigiit                        |
| 2009 | 7.567 (#2)  | 26,50 | 9/31      | 1           | Oposición                                              |
| 2013 | 12.910 (#1) | 42,80 | 14/31     | 5           | Gobierno en minoría                                    |
| 2014 | 10.102 (#1) | 34,61 | 11/31     | 3           | Coalición con Inuit Ataqatigiit                        |
| 2018 | 7.959 (#1)  | 27,20 | 9/31      | 2           | Coalición con Partii Naleraq                           |
| 2021 | 7.971 (#2)  | 29,40 | 10/31     | 1           | Coalición con Inuit Ataqatigiit                        |
| 2025 | 4.210 (#4)  | 14,90 | 4/31      | 6           | Coalición con Demokraatit, Inuit Ataqatigiit y Atassut |